# Giovanni Meli
Giovanni Meli (Palermo, 1740 - 1815) fue un intelectual y poeta italiano. 
Tras estudiar Filosofía y Medicina, trabajó como médico en Cinisi, en la provincia de Palermo. En época temprana descubrió a los poetas bucólicos y la poesía en su lengua siciliana nativa, que emplearía más tarde en su obra literaria. Publicó su primera obra, La Bucolica, entre 1766 y 1772, inspirado por la Arcadia de Jacopo Sannazaro. La obra fue escrita mientras todavía era médico en Cinisi.
Volvió a Palermo poco después, ya conocido como poeta y científico. Dedicó el resto de su vida a coleccionar obras de poesía siciliana, pero sobre todo, a escribir y publicar su propia obra. Sus Poesi siciliani en cinco volúmenes fue publicada en 1787 y una edición en seis volúmenes en 1814.
Además de La bucolica, estas coleccioens contienen ejemplos de sus versos satíricos, como La fata galanti (El hada galante, 1762); Don Chisciotti e Sanciu Panza (Don Quijote y Sancho Panza, una parodia inspirada en la obra de Cervantes, 1785-1787); Favuli murali (Fábulas morales, 1810-1814; Origini dû munnu (Los orígenes del mundo, 1768); Elegii ('Elegías) y Canzunetti (Cancioncillas).

## Ejemplo

### Don Chisciotti e Sanciu Panza(Cantu quintu)
(~1790)
| Siciliano                              | Español                                               |
| -------------------------------------- | ----------------------------------------------------- |
| Stracanciatu di notti soli jiri;       | Disfrazado de noche solo vaga;                        |
| S'ammuccia ntra purtuni e cantuneri;   | Se esconde en portones y nichos;                      |
| cu vacabunni ci mustra piaciri;        | con vagabundos se muestra a gusto;                    |
| poi lu so sbiu sunnu li sumeri,        | pero el burro es su placer sumo,                      |
| li pruteggi e li pigghia a ben vuliri, | los protege y los cuida a bien querer,                |
| li tratta pri parenti e amici veri;    | los trata como parientes y amigos verdaderos;         |
| siccomu ancora è n'amicu viraci        | ya que aún es buen amigo                              |
| di li bizzarri, capricciusi e audaci.  | de todos los que son extraños, caprichosos y audaces. |

- Datos: Q1280606
- Multimedia: Giovanni Meli / Q1280606